# Teresa Torańska

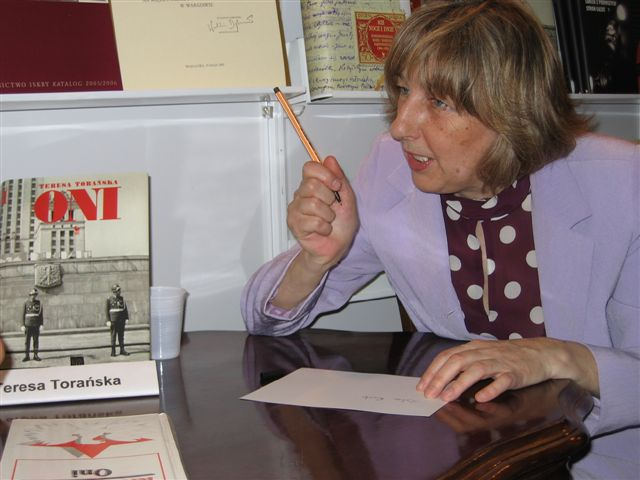
Teresa Torańska (2005)

Teresa Sławomira Torańska (* 1. Januar 1944 in Wołkowysk; † 2. Januar 2013 in Warschau, Polen) war eine polnische Journalistin und Autorin. Ihr Buch Oni (dt. Sie) wurde ein Bestseller und erhielt internationale Aufmerksamkeit und wurde in mehrere Sprachen übersetzt.

## Leben und Wirken
Torańska wurde 1944 während des Zweiten Weltkriegs im damals deutsch besetzten Wołkowysk geboren. Ihre Eltern waren beide Lehrer, die Mutter unterrichtete Französisch. Während ihr Onkel in Charkiw erschlagen wurde, verschleppten die Russen den Vater nach Molotowsk in ein Lager des Gulag. Er kam erst 1948 wieder frei.
Torańska studierte Jura an der Universität Warschau und anschließend Journalismus. In den 1970er Jahren arbeitete sie für die Wochenzeitung Argumente und dann 1973–1975 für die Zeitschrift Światowid. 1975 und 1976 erschienen fünf Reiseführer, an denen sie mitgewirkt hatte, so von Berlin, Hauptstadt der DDR; Dresden und Leipzig. Seit 1975 war sie für die populäre polnische Wochenzeitschrift Kultura (Kultura „warszawska“) journalistisch tätig. Nach der Verhängung des Kriegsrechts 1981 schrieb Torańska für die wichtigste Zeitschrift der polnischen Emigration, die Kultura („paryska”), die im kommunistischen Polen verboten war. 
Das Buch Oni (deutsch Sie) konnte in Polen nur im Samisdat und 1985 im Ausland erscheinen. Sie hatte 1981–1984 fünf prominente Kommunisten aus der stalinistischen Ära Polens (1945–1956) interviewt und nach ihrer Bewertung der Errungenschaften des Sozialismus in Polen befragt. Ihre Gesprächspartner waren Edward Ochab, Jakub Berman, Roman Werfel, Stefan Staszewski und Julia Minc, selbst Funktionärin und die Witwe des 1974 verstorbenen Hilary Minc. Torańska entlarvte die Interviewten als treue Stalinisten. Ihre Art der Gesprächsführung wurde mit der von Oriana Fallaci verglichen. 2000 zeichnete sie der polnische PEN Club für dieses Buch aus.
In den 1990er Jahren war Torańska im Bereich des Fernsehens für die Talkshow Teraz Wy des Senders TVP2 tätig, sowie für das historische Format "Powtórka z PRL-u”. Sie interviewte General Wojciech Jaruzelski, ein Gespräch, für das sie 2005 mit dem erstmals vergebenen Barbara Łopieńska-Preis ausgezeichnet wurde. Auch das Drehbuch zu dem Dokumentarfilm Dworzec gdański stammt von ihr. Der Film wurde 2007 ausgestrahlt und handelt von Juden, die nach den März-Unruhen 1968 Polen verlassen mussten. Am Jahrestag des Flugunfalls bei Smolensk sprach sie mit dem polnischen Präsidentenpaar. Von 2000 bis 2012 war Torańska Journalistin bei Gazeta Wyborcza und 2012 veröffentlichte sie Interviews für Newsweek Polska. Im Bereich des Fernsehens war sie für die Talkshow Teraz Wy des Senders TVP2 tätig.
Torańska starb nach längerer Krankheit, einen Tag nach ihrem 69. Geburtstag. Sie wurde auf dem Powązki-Militärfriedhof in Warschau begraben. Der Präsident würdigte Teresa Torańska „für herausragende Beiträge zur Entwicklung der polnischen Journalismus und besondere journalistische Leistungen bei der Verbreitung von Wissen über die jüngste Geschichte Polens“.  Sie war mit dem Informatiker Leszek Sankowski verheiratet. Ihr Halbbruder Błażej Torański (* 1960) ist Journalist und Publizist.

## Ehrungen
- 2013 Kommandeurskreuz des Order Odrodzenia Polski, posthum bei ihrer Beerdigung verliehen
- 2001 Offizierskreuz des Order Odrodzenia Polski[4]

## Werke (Auswahl)
- Widok z dolu. (Die Sicht von unten). Warszawa 1980. ISBN 978-83-207-0236-1.
- Oni. (Sie). Samisdat: Warszawa 1985; Kraków 1985. Aneks, London 1985. Neuauflagen seit 1989.
  - Die da oben. Polnische Stalinisten zum Sprechen gebracht. Kiepenheuer & Witsch, Köln 1987. ISBN 3-462-01819-1.
  - Them. Stalin's Polish Puppets. HarperCollins, 1988. ISBN 978-0-06-091493-6.
- My. (Wir). Warszawa 1994. ISBN 83-85611-23-1.
- Byli. (Sein). Warszawa 2006. ISBN 83-247-0246-6.
- Są. Rozmowy o dobrych uczuciach. Warszawa 2007. ISBN 978-83-247-0791-1.
- Jesteśmy. Rozstania '68. (Wir sind; Gespräche mit Emigranten von 1968) Warszawa 2008. ISBN 978-83-247-1027-0.
- Śmierć spóźnia się o minutę. (Drei Interviews mit Michał Bristiger, Michał Głowiński und Adam Daniel Rotfeld). Warszawa 2010. ISBN 978-83-268-0049-8.
- Wywiady Teresy Torańskiej. (Interviews). Biblioteka Newsweeka 2012 (tom I–IX). ISBN 978-83-7813-276-9.

## Filmografie
- Dworzec gdański. (Danziger Bahnhof) Dokumentarfilm. Regie: Maria Zmarz-Kozanowicz; Polen 2007.